# Advanced Dungeons and Dragons: Hillsfar
Advanced Dungeons and Dragons: Hillsfar es un videojuego de rol lanzado para MS-DOS, Commodore Amiga, Atari ST, Commodore 64 y NES y que destaca algunas partes en tiempo real y misiones generadas aleatoriamente. También presenta elementos de jugabilidad estándar del juego de rol de fantasía Advanced Dungeons & Dragons, en el que el juego se basa.

## Jugabilidad
Los jugadores comienzan su juego creando un personaje. El juego ofrece tres opciones: los jugadores pueden seleccionar un personaje prehecho, crear el suyo propio, o importar personajes de juegos de ordenador anteriores de SSI de Dungeons & Dragons, como Pool of Radiance y Curse of the Azure Bonds. Al crear un personaje, los jugadores pueden determinar la raza del personaje (enano, elfo, humano o gnomo), clase de personaje, (clérigo, luchador, usuario de magia o ladrón), y alineación. Varias características de los nuevos personajes, (como la fuerza y la inteligencia), se les asigna un valor al azar por la computadora.
El juego toma lugar en la ciudad ficticia de Hillsfar. Hay dos aspectos en el juego – acción acción, donde el jugador realiza tareas (mostrado como minijuegos) tales como la búsqueda de tesoro y los viajes entre lugares, y aventura, donde el jugador completa misiones. La elección de la clase del personaje afecta a las misiones que van a ser completadas por el jugador, con tres misiones a disposición para cada una de las clases de personajes. Sin embargo, mientras que las misiones deben ser completados en un orden establecido, "lo que haces en tu tiempo libre depende de ti", y, por lo tanto, el jugador es libre de explorar otros aspectos del juego.
El juego se presenta en dos modos principales. Cuando se viaja a la escena es representado mediante una vista en-lado, mientras que una vez en la ciudad de Hillsfar el juego se convierte en una "vista de pájaro" del mapa, y una perspectiva en primera persona se emplea dentro de las cuevas.